# Livyatan

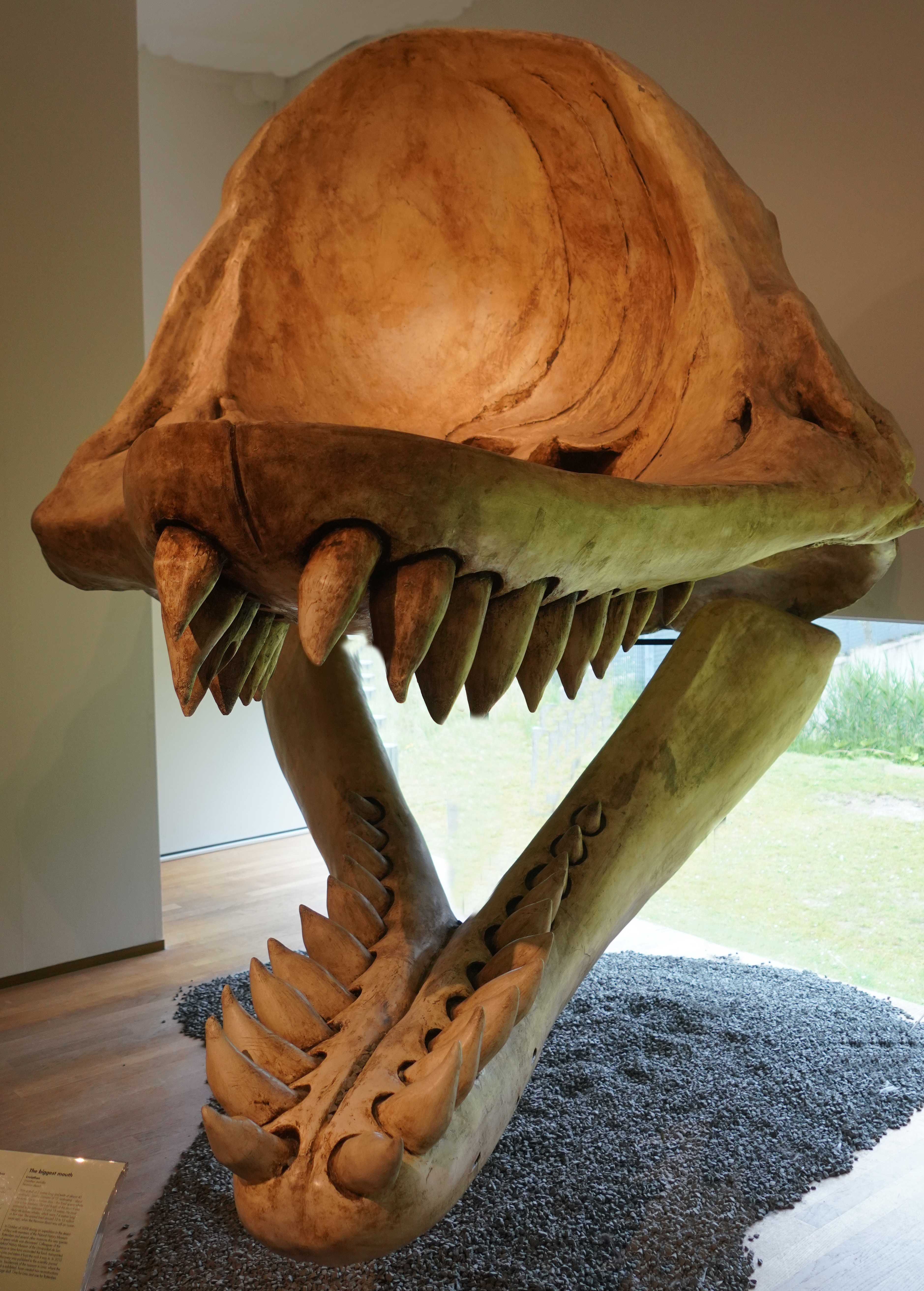
Fóssil de um Livyatan, presente no Museu de História Natural de Roterdã

Livyatan é um gênero extinto de cachalote que contém uma espécie: L. melvillei. O nome do gênero foi inspirado na fera marinha bíblica Leviathan, e o nome da espécie por Herman Melville, autor do famoso livro Moby-Dick sobre um cachalote touro branco. É conhecido principalmente a partir da Formação Pisco do Peru no decorrer do periodo Tortoniano da época do Mioceno, aproximadamente 9,9–8,9 milhões de anos atrás. Contudo, dentes isolados de outros lugares como Chile, Argentina, África do Sul e Austrália mostram que ele ou um parente próximo duraram até o Plioceno, e esteve presente em todo o hemisfério sul. Era um integrante de um grupo de hiper-predador cachalotes macroraptorial (ou "o cachalote raptorial") e era certamente um predador, aproveitando-se as baleias, focas, e assim por diante. Característica dos cachalotes raptoriais, o Livyatan tinha dentes funcionais cobertos de esmalte nas mandíbulas superior e inferior, bem como muitas adaptações para caçar presas grandes.
Tamanho completo do Livyatan foi avaliado por volta de 13.5–17.5 m (44–57 ft), parecido com o cachalote atual (Physeter macrocephalus), tornando-se um dos maiores caçadores que já viveram. Os dentes de Livyatan mediam 36.2 cm (1.2 ft), e são os maiores dentes mordedores de qualquer animal conhecido, excluindo as presas. Ela se diferencia das outras baleias cachalotes raptoriais pela bacia no crânio e compreende toda a extensão do focinho. Acredita-se que o órgão do espermacete, contido naquela bacia, tenha sido utilizado para ecolocalização e comunicação, ou para atacar presas e outros cachalotes. A baleia pode ter interagido com o grande tubarão extinto megalodon (Otodus megalodon), competindo com ele por uma fonte de comida parecida. Seu desaparecimento foi certamente provocado por um episódio de resfriamento no fim do Mioceno, que acabou em uma diminuição nas populações de alimentos. A formação onde a baleia foi descoberta também conservou uma enorme assembléia de vida marinha, como tubarões e mamíferos marinhos.

## Taxonomia
Em novembro de 2008, um crânio parcialmente conservado, assim como os dentes e a mandíbula inferior, pertencentes a L. melvillei, o holótipo espécime MUSM 1676, foram achados no deserto costeiro do Peru nos sedimentos da Formação Pisco, 35 km (22 mi) a sudoeste da cidade de Ica. Klaas Post, pesquisador do Museu de História Natural de Rotterdam, na Holanda, os descobriu no último dia de uma viagem de campo. Os fósseis foram preparados em Lima, e agora fazem parte do acervo do Museu de História Natural de Lima da Universidade Nacional de San Marcos.

## Descrição
Como somente o crânio de Livyatan é conhecido, o tamanho do crânio em relação ao restante do tamanho do corpo é desconhecida e, portanto, o tamanho todo do corpo não é claro. O tamanho todo do Livyatan adulto é calculado em torno de 13.5 m (44 ft)